# Enrico Gasperini
Enrico Gasperini (Cesena, 11 gennaio 1962 – Milano, 6 novembre 2015) è stato un imprenditore italiano.

## Biografia
Nato a Cesena, ha sempre vissuto a San Donato Milanese. Si laurea in Scienze dell'Informazione presso l'Università degli Studi di Milano e collabora nella ricerca del team del Professore Giovanni Degli Antoni. Era sposato ed aveva tre figli. È uno dei pionieri nella costruzione e diffusione della cultura digitale e di Internet in Italia.
È scomparso nel 2015 all'età di 53 anni a seguito di un infarto.

## Attività professionale
Nel 1988 fonda Inferentia, che nel corso degli anni diventerà Inferentia DNM e attualmente FullSix, new media agency specializzata nell'offerta di servizi per l'online marketing. Nel 2000 Inferentia si quota in Borsa al Nuovo Mercato.
Nel 2004 fonda Digital Magics, investment company che dal 2008 opera come incubatore aziendale di startup innovative digitali, che propongono contenuti e prodotti ad alto valore tecnologico che a fine luglio 2013 viene quotata alla borsa di Milano.

## Associazioni
Nel 2000 fonda Assointeractive, l'associazione delle agenzie Internet, di cui è Presidente fino al 2003, quando l'associazione confluisce in Assocomunicazione. Dal 2004 è stato Presidente del Settore Digitale di Assocomunicazione. Dal 2011 è stato Vice Presidente di Assocomunicazione, che nel 2012 cambia nome in ASSOCOM. Da aprile a dicembre 2013 è stato Presidente ad interim di ASSOCOM. Ha fatto parte del Consiglio Direttivo di ASSOCOM.
Dal 2007 alla morte è stato presidente di Audiweb.